# Chloe (singolo)
Chloe è un brano scritto ed interpretato da Elton John; il testo è di Gary Osborne.

## Il brano
Dedicato a Charles (all'epoca compagno di Elton) e proveniente dall'album del 1981 The Fox, è l'atto finale del lungo medley Carla Etude/Fanfare/Chloe. 
È l'unico pezzo cantato dei tre; gli altri due sono Carla Etude, strumentale composto esclusivamente da Elton (notevole pezzo impressionistico-sinfonico, di chiara matrice classica, spesso eseguito nei concerti solo piano o con orchestra della rockstar), e Fanfare, breve pezzo strumentale della durata di 01:26 composto da Elton e dal tastierista James Newton Howard che in alcune versioni CD dell'album di provenienza è disgiunto da Chloe, mentre resta unita a Carla Etude (The Fox, in questo caso, risulta quindi formato da 10 tracce in totale). La terza parte della suite mette in evidenza il pianoforte di John, oltre all'imponente arrangiamento orchestrale; nel ritornello spiccano i cori, contrapposti agli archi. Il testo di Osborne parla di un uomo e del rapporto particolare che lo lega a una donna, chiamata per l'appunto Chloe.
Il brano fu pubblicato come singolo esclusivamente negli Stati Uniti (#34), in Canada (#34), nelle Filippine e nei Paesi Bassi: in quest'ultima nazione il 45" gode di una certa considerazione a causa della sua estrema rarità.
Chloe è stata eseguita live solo sporadicamente.